# Ayuntamiento de Homestead
Ayuntamiento de Homestead (en inglés: Homestead Town Hall) es un edificio histórico ubicado en Homestead, Florida.  Ayuntamiento de Homestead se encuentra inscrito  en el Registro Nacional de Lugares Históricos desde el 7 de noviembre de 1997.  

## Ubicación
Ayuntamiento de Homestead se encuentra dentro del condado de Miami-Dade en las coordenadas 25°28′09″N 80°28′39″O / 25.469167, -80.4775.